# Spanje op het Eurovisiesongfestival 1993
Spanje nam deel aan het Eurovisiesongfestival 1993 in Millstreet (Ierland). Het was de 31ste deelname van het land aan het festival.

## Selectieprocedure
Net zoals de voorbije jaren koos de TVE ervoor om de kandidaat intern te selecteren.
Men koos voor de Spaanse zangeres Eva Santamaria met het lied 	"Hombres".

## In Millstreet
In Zweden moest Spanje optreden als 22ste, net na Kroatië en voor Cyprus. Op het einde van de puntentelling hadden ze 58 punten verzameld, goed voor een 11de plaats.
Nederland en België gaven respectievelijk 0 en 5 punten voor deze inzending.

### Gekregen punten

#### Finale
| 12 punten                  | 10 punten | 8 punten | 7 punten                | 6 punten                              |
| -------------------------- | --------- | -------- | ----------------------- | ------------------------------------- |
|                            | - Finland | - Malta  | - Kroatië               | - Bosnië en Herzegovina - Zwitserland |
| 5 punten                   | 4 punten  | 3 punten | 2 punten                | 1 punt                                |
| - België - Cyprus - Italië |           |          | - Oostenrijk - Slovenië | - Israël - Noorwegen                  |

### Punten gegeven door Spanje

#### Finale
Punten gegeven in de finale:
| 12 punten | Portugal            |
| 10 punten | Ierland             |
| 8 punten  | Griekenland         |
| 7 punten  | Nederland           |
| 6 punten  | Turkije             |
| 5 punten  | Verenigd Koninkrijk |
| 4 punten  | Malta               |
| 3 punten  | Zwitserland         |
| 2 punten  | Italië              |
| 1 punt    | Kroatië             |

1961 · 1962 · 1963 · 1964 · 1965 · 1966 · 1967 · 1968 · 1969 · 1970 · 1971 · 1972 · 1973 · 1974 · 1975 · 1976 · 1977 · 1978 · 1979 · 1980 · 1981 · 1982 · 1983 · 1984 · 1985 · 1986 · 1987 · 1988 · 1989 · 1990 · 1991 · 1992 · 1993 · 1994 · 1995 · 1996 · 1997 · 1998 · 1999 · 2000 · 2001 · 2002 · 2003 · 2004 · 2005 · 2006 · 2007 · 2008 · 2009 · 2010 · 2011 · 2012 · 2013 · 2014 · 2015 · 2016 · 2017 · 2018 · 2019 · 2020 · 2021 · 2022 · 2023 · 2024 · 2025